# Damian Jakubowski
Damian Jakubowski (ur. 1957) – polski wojskowy, pułkownik, dowódca Nadwiślańskich Jednostek Wojskowych MSWiA (2000–2001), szef Biura Ochrony Rządu (2005–2006). 

## Życiorys
Ukończył Wyższą Szkołę Oficerską Wojsk Łączności w Zegrzu, służył w 58 Pułku Szkolno Bojowym w Dęblinie oraz w Dowództwie Wojsk Lotniczych i Obrony Powietrznej w Poznaniu. Ukończył Wyższy Kurs Doskonalenia Oficerów na kierunku wojsk lotniczych w Akademii Sztabu Generalnego WP. 
W latach 1991–1992 dyrektor Biura Spraw Obronnych Ministerstwa Spraw Wewnętrznych, został również ekspertem sejmowej Komisji Obrony Narodowej oraz Komisji Administracji i Spraw Wewnętrznych. 
W 1992 skierowany do Nadwiślańskich Jednostek Wojskowych. W latach 1993–1996 szef sztabu – zastępca dowódcy jednostki wojskowej 2501 w Raduczu. 
W styczniu 1996 został mianowany Komendantem Samodzielnego Oddziału Żandarmerii Wojskowej NJW. W Iatach 2000–2001 był ostatnim dowódcą, a zarazem likwidatorem Nadwiślańskich Jednostek Wojskowych MSWiA. 
W latach 2002–2005 pracownik Wydziału Bezpieczeństwa i Zarządzania Kryzysowego Urzędu m. st. Warszawy w czasie prezydentury Lecha Kaczyńskiego. 
Od 3 listopada 2005 do 11 sierpnia 2006 był szefem Biura Ochrony Rządu. Kilka tygodni po tym, jak Jarosław Kaczyński został premierem, stanowisko to stracił bez podania przyczyn. Następnie zastępca Szefa Służby Kontrwywiadu Wojskowego Antoniego Macierewicza. W 2007 odszedł z SKW po konflikcie z Macierewiczem.
W 2008 pracował, jako doradca Pełnomocnika Rządu Premiera Donalda Tuska ds. organizacji Rządowego Centrum Bezpieczeństwa.

## Odznaczenia
- Srebrny Krzyż Zasługi (1997)[8]